# 한국녹색체험포럼
한국녹색체험포럼은 녹색문화산업의 다양한 체험프로그램 개발 및 콘텐츠 디지털화를 통해 농촌관광 활성화에 기여할 목적으로 2004년 11월 23일 설립된 대한민국 농림수산식품부 소관의 사단법인이다. 사무실은 서울특별시 서초구 양재동 253-1에 있다.

## 주요 사업
- 녹색문화산업의 체험프로그램 원형 매뉴얼 개발
- 체험프로그램의 컨텐츠 제작 및 디지털화
- 녹색문화산업의 복합클러스터 구축에 관한 정책개발 및 컨설팅
- 녹색문화산업에 관한 회원간 아이디어 및 기술 상호 교류
- 녹색문화산업의 인재육성을 위한 커리큘럼 개발 및 교육
- 녹색문화산업 지원 육성을 위한 컨퍼러스 및 박람회 개최
- 지역사회 발전 및 농촌관광에 기여할 수 있는 연구·정책 건의 및 기타